# La Biblia (álbum)
La Biblia (también llamado La Biblia según Vox Dei) es el segundo álbum de estudio del grupo de rock argentino Vox Dei, lanzado el 15 de marzo de 1971 por el sello Disc Jockey.
Este trabajo fue producido por Jorge Álvarez, e incluye algunos grandes éxitos del grupo como «Génesis», «Libros Sapienciales» o «Las guerras».
En 2007, la revista Rolling Stone ubicó el álbum en el puesto 14 en su lista de los 100 mejores álbumes del rock argentino.
Fue presentado con cuatro shows en el Teatro Presidente Alvear de la República Argentina, y una gira por las ciudades más importantes del mismo país.
Este álbum ha sido interpretado en numerosas ocasiones por otros artistas, destacándose dos versiones dirigidas por Billy Bond, en Argentina y Brasil.

## Historia
El proyecto surgió en el otoño (austral) de 1970, a partir de una idea de Ricardo Soulé generada por el ambiente creativo que se vivía en la librería de Jorge Álvarez y el sello discográfico Mandioca. Luego fue trabajada por el grupo con aportes temáticos considerables de Juan Carlos Godoy y orquestales de Roberto Lar. 
Fue grabado a lo largo de ese año en los Estudios TNT hasta enero de 1971. Comenzó a venderse en la segunda semana de marzo de 1971.

Por ejemplo, Jorge Álvarez nos decía "no se pongan límites". Cuando le caímos con La Biblia dijo "vamos para adelante, no piensen en nada". No tuvimos productores que nos decían qué hacer, nosotros siempre hicimos lo que se nos cantó.
Willy Quiroga

El proyecto y su realización resultan asombrosos para el contexto cultural e histórico de ese momento. En dicho momento, el llamado rock nacional aún se encontraba en sus inicios y se trataba de un movimiento incierto, con poco acceso a los medios de comunicación.
Vox Dei era un grupo relativamente recién surgido, de músicos suburbanos de Quilmes, muy jóvenes, y ajenos al mundo fundacional del rock argentino, el cual se gestó casi exclusivamente en la Capital Federal.
Finalmente la obra se gestaba durante una dictadura que se había mostrado muy celosa en censurar obras de arte provocativas, como la ópera Bomarzo de Alberto E. Ginastera, y en un país católico con gran influencia de la Iglesia que años después hizo imposible el estreno de la ópera rock Jesus Christ Superstar.

Al principio pensé que debía encarar los textos de la Biblia en forma dogmática. Sin poner nada de mí. Pero eso era imposible por varios motivos... Decidí entonces que tenía que jugarme. Dar un poco la cara ya que había decidido afrontar el tema. No tenía otra salida que elaborar mi propia interpretación de las escrituras. Contar lo que ocurre en la Biblia pero tal como yo lo sentí al leerla.
Ricardo Soulé

La obra está enfocada desde el punto de vista humano, no desde un ángulo ortodoxamente religioso... Cuando me puse a trabajar en esto me di cuenta que, por ejemplo, San Juan antes de ser "San" simplemente era Juan: un hombre como vos y como todos los que estamos aquí... A Jesucristo lo hago hablar como el hijo del hombre. Me da bronca que a Jesús lo hayan encarado como algo sobrenatural. Simplemente era magnífico como hombre. Siempre tuve sobre él una misma idea. Y lo trasladé a los textos de nuestra obra: me lo imagino como un muchacho con ideas radicales, revolucionarias. Pero también con debilidades.
Ricardo Soulé

La obra se fue componiendo a lo largo del proceso mismo de grabación. La primera canción completa fue «Génesis», que fue interpretada en vivo antes de terminar la grabación. Luego se terminaron las canciones «Moisés» y «Las guerras».
La obra, compuesta durante la dictadura militar autodenominada Revolución Argentina, despertó la inquietud de la Iglesia Católica que sutilmente consiguió que Mandioca se comprometiera a entregarle la letra para su control, y eventual visto bueno antes de su publicación. La tarea estuvo a cargo de monseñor Emilio T. Graselli (luego involucrado en situaciones poco claras sobre violaciones de derechos humanos), secretario del arzobispo y cardenal Antonio Caggiano, que la autorizó con palabras amables para los músicos.

A mí me hubiera costado tres horas explicar qué es Dios y vos apenas con un silogismo lo conseguiste.
Monseñor Emilio Teodoro Grasselli a Ricardo Soulé

En la cita anterior, se refería a la letra de la canción «Génesis».
El proceso de composición y grabación simultánea de La Biblia, fue realizado bajo muchas presiones y exigencias que llevaron a fuertes enfrentamientos entre los miembros del grupo, sobre todo entre Soulé y Godoy, lo que llevó a que, terminada la grabación, Godoy abandonara el grupo y desapareciera del mundo del rock.
El historiador del rock argentino Marcelo Fernández ha definido con las siguientes palabras su opinión sobre el impacto de La Biblia.

La Biblia es una obra conceptual casi única en el mundo, un clásico local que permanece vigente en fogones de guitarreadas y ventas de versiones, reversiones y reediciones.
Marcelo Fernández

En medio de la grabación del álbum, Mandioca quebró y las cintas finalmente quedaron en poder del sello discográfico Disc Jockey, donde ensayaba el grupo. Fue Disc Jockey el que mandó a imprimir los discos antes de que se terminara la grabación, cometiendo dos graves errores: dejar inconclusa «Apocalipsis», e imprimir la tapa erróneamente confundiendo «Libros Sapienciales» con «Profecías», lo que dio lugar a una masiva equivocación.
La Biblia fue editado en CD por primera vez en 1991, a través del sello Música & Marketing.

## Contenido
Entre las influencias musicales de La Biblia debe mencionarse la ópera rock Tommy del grupo musical británico The Who, y la música de Richard Strauss tal como fue utilizada en la película 2001: A Space Odyssey.
El director y arreglista Roberto Lar realizó importantes aportes en los temas relacionados con Jesucristo («Cristo (Nacimiento)» y «Cristo (Muerte y Resurrección)»). Esta parte cuenta con una orquesta de veinticinco cuerdas (violas, violines, cellos y bajos), flautas y un coro de dieciséis voces femeninas. El resto de la obra está interpretado por los cuatro integrantes del grupo musical.
En el interior del álbum y en la parte trasera de las reediciones en CD, figura un texto escrito por Ricardo Soulé, no incluido en ninguna de las canciones, que refleja los sentimientos del grupo al componer e interpretar su propia versión de La Biblia.

Siento que crezco y que subo y que me veo por dentro y me toco y me reconozco y que a mi lado estoy yo que me hablo y me entiendo y que ahora soy sueño y me acerco y no muero.
Ricardo Soulé

Al lado del texto hay un dibujo en tinta realizado por Willy Quiroga, inspirado en el poema al que interpretó como una manifestación del «conócete a ti mismo», en el que puede verse un hombre con pies de raíces y sus manos elevadas hacia el cielo con forma de ramas.

## Lista de canciones
*Todos los temas escritos por H. R. Soulé,  J. C. Godoy y W. A. Quiroga. Todas las letras: H. R. Soulé 
Lado A
| N.º | Título    | Duración |  |
| 1.  | «Génesis» | 6:30     |  |
| 2.  | «Moisés»  | 7:24     |  |

Lado B
| N.º | Título        | Duración |  |
| 3.  | «Las guerras» | 13:00    |  |
| 4.  | «Profecías»   | 2:10     |  |

Lado C
| N.º | Título                               | Duración |  |
| 5.  | «Libros sapienciales»                | 7:35     |  |
| 6.  | «Cristo y Nacimiento» (Instrumental) | 3:13     |  |

Lado D
| N.º | Título                           | Duración |  |
| 7.  | «Cristo - Muerte y Resurrección» | 10:27    |  |
| 8.  | «Apocalipsis» (Instrumental)     | 4:45     |  |

## Créditos
- Héctor R. Soulé: Voz, guitarras, armónica, piano, violín, poemas
- Wilfrido A. Quiroga: Bajo, voz
- Juan C. Godoy: Guitarra rítmica, voz
- Rubén Basoalto: Batería, percusión
- Roberto Lar: Dirección de orquesta y coro
- Jorge Álvarez: Producción
- Julio Costa, Osvaldo Casajus, Salvador Barresi y Tim Croato: Ingenieros de grabación